# Scirpophaga humilis
Scirpophaga humilis is een vlinder uit de familie van de grasmotten (Crambidae). De wetenschappelijke naam van de soort is voor het eerst geldig gepubliceerd in 1986 door Wang, Li & Chen.